# Cees van Slooten
Cornelis Petrus (Cees) van Slooten (8 mei 1947) is een Nederlands voormalig voetballer. Hij stond van 1969 tot 1978 onder contract bij Haarlem, DWS, FC Amsterdam, De Volewijckers, PEC Zwolle en SC Amersfoort. Hij speelde als aanvaller. In het seizoen 1975/76 werd hij met 13 doelpunten topscorer van de Zwolse club.

## Carrièrestatistieken
| Seizoen         | Club            | Land            | Competitie      | Competitie | Competitie | Beker | Beker | Internationaal | Internationaal | Overig | Overig | Totaal | Totaal |
| Seizoen         | Club            | Land            | Competitie      | Wed.       | Dlp.       | Wed.  | Dlp.  | Wed.           | Dlp.           | Wed.   | Dlp.   | Wed.   | Dlp.   |
| --------------- | --------------- | --------------- | --------------- | ---------- | ---------- | ----- | ----- | -------------- | -------------- | ------ | ------ | ------ | ------ |
| 1968/69         | Haarlem         | Nederland       | Eerste divisie  | –          | 2          | –     | 0     | –              | –              | –      | –      | –      | 2      |
| 1969/70         | Haarlem         | Nederland       | Eredivisie      | 19         | 1          | –     | 0     | –              | –              | –      | –      | 19     | 1      |
| 1970/71         | Haarlem         | Nederland       | Eredivisie      | 5          | 0          | –     | 0     | –              | –              | –      | –      | 5      | 0      |
| 1971/72         | DWS             | Nederland       | Eredivisie      | 32         | 2          | –     | 0     | –              | –              | –      | –      | 32     | 2      |
| 1972/73         | FC Amsterdam    | Nederland       | Eredivisie      | 28         | 4          | –     | 0     | –              | –              | –      | –      | 28     | 4      |
| 1973/74         | De Volewijckers | Nederland       | Eerste divisie  | –          | 3          | –     | 0     | –              | –              | –      | –      | –      | 3      |
| 1974/75         | FC Amsterdam    | Nederland       | Eredivisie      | 0          | 0          | –     | 0     | –              | –              | –      | –      | 0      | 0      |
| 1975/76         | PEC Zwolle      | Nederland       | Eerste divisie  | –          | 13         | 2     | 0     | –              | –              | –      | –      | –      | 13     |
| 1976/77         | PEC Zwolle      | Nederland       | Eerste divisie  | –          | 5          | –     | 0     | –              | –              | –      | –      | –      | 5      |
| 1977/78         | SC Amersfoort   | Nederland       | Eerste divisie  | –          | –          | –     | 0     | –              | –              | –      | –      | –      | –      |
| Carrière totaal | Carrière totaal | Carrière totaal | Carrière totaal | 84         | 30         | 2     | 0     | 0              | 0              | 0      | 0      | 86     | 30     |